# جهاز جمع البول
جهاز جمع البول (بالإنجليزية: Urine collection device)‏ هو جهاز يسمح بجمع البول لتحليله أو لأغراض الاستبعاد البسيط.
يتم استخدام أجهزة مماثلة، في المقام الأول من قبل الرجال، لعلاج سلس البول. يتم توصيل هذه الأجهزة بالجزء الخارجي من منطقة القضيب وتوجيه البول إلى كيس تجميع منفصل مثل الساق أو كيس بجانب السرير. هناك عدة أنواع من أجهزة جمع البول الخارجية في السوق اليوم بما في ذلك القسطرة الخارجية للذكور والمعروفة أيضًا باسم قثاطير التبول أو قثاطير تكساس.
يجب عدم استخدام المنتجات الخارجية من قبل أي شخص يعاني من احتباس البول دون سلس البول. 

## الإستخدام
- إدارة سلس البول
- تحليل البول
- الطيارون أثناء الطيران